# 山本幸二
山本 幸二（やまもと こうじ、1963年11月14日 - ）は、愛知県豊明市出身の元プロ野球選手（捕手）。右投右打。現在は読売ジャイアンツ（巨人）の査定室長を務める。

## 来歴・人物
名古屋電気高校時代は工藤公康（1981年西武ドラフト6位指名）とバッテリーを組み、広島東洋カープに在籍していた山本浩二にあやかった「コージマーチ」で本塁打を打ち「尾張のコージ」として有名になった。高校3年時には1981年・夏の甲子園で準決勝（ベスト4）まで進出したが、エース金村義明を擁する報徳学園高に惜敗した。工藤以外のチームメートには二塁手の高橋雅裕・遊撃手の中村稔がいた。
1981年のプロ野球ドラフト会議で読売ジャイアンツ（巨人）から2位指名を受け入団。当時の巨人には同姓同音名（名前の漢字が違う）の山本功児が在籍していたため、音声上は区別するのが困難であった（背番号も本人は43、山本功児は44と1つしか違わなかった）。ドラフト同期には工藤・浜田一夫（愛知高等学校→中日2位指名）とともに「愛知三羽烏」として名を馳せた槙原寛己・村田真一らがいる。
プロ入り3年目の1984年に初めて一軍出場し、翌1985年には山倉和博の控えの捕手として一軍に定着。主にキース・カムストックの先発する試合で21試合に先発マスクを被り、勝負強いリードで勝利に貢献した。しかし、翌1986年には近鉄バファローズからベテラン捕手の有田修三が移籍。高田誠・村田真一といった同世代捕手の台頭や中尾孝義らの加入で、それ以降一度も一軍から声がかかることなく1991年限りで現役を引退した。
引退後はブルペン捕手・スコアラーに転身し、2022年現在は査定室長を務める。

## 詳細情報

### 年度別打撃成績
| 年 度    | 球 団    | 試 合 | 打 席 | 打 数 | 得 点 | 安 打 | 二 塁 打 | 三 塁 打 | 本 塁 打 | 塁 打 | 打 点 | 盗 塁 | 盗 塁 死 | 犠 打 | 犠 飛 | 四 球 | 敬 遠 | 死 球 | 三 振 | 併 殺 打 | 打 率 | 出 塁 率 | 長 打 率 | O P S |
| -------- | -------- | ----- | ----- | ----- | ----- | ----- | -------- | -------- | -------- | ----- | ----- | ----- | -------- | ----- | ----- | ----- | ----- | ----- | ----- | -------- | ----- | -------- | -------- | ----- |
| 1984     | 巨人     | 2     | 2     | 2     | 0     | 0     | 0        | 0        | 0        | 0     | 0     | 0     | 0        | 0     | 0     | 0     | 0     | 0     | 1     | 0        | .000  | .000     | .000     | .000  |
| 1985     | 巨人     | 41    | 72    | 66    | 6     | 16    | 2        | 0        | 2        | 24    | 7     | 1     | 0        | 3     | 0     | 3     | 0     | 0     | 13    | 3        | .242  | .275     | .364     | .639  |
| 通算:2年 | 通算:2年 | 43    | 74    | 68    | 6     | 16    | 2        | 0        | 2        | 24    | 7     | 1     | 0        | 3     | 0     | 3     | 0     | 0     | 14    | 3        | .235  | .268     | .353     | .621  |

### 年度別守備成績
| 年度 | 試合 | 企図数 | 許盗塁 | 盗塁刺 | 阻止率 |
| ---- | ---- | ------ | ------ | ------ | ------ |
| 1984 | 1    | 0      | 0      | 0      | ----   |
| 1985 | 40   | 33     | 29     | 4      | .121   |
| 通算 | 41   | 33     | 29     | 4      | .121   |

### 記録
- 初出場：1984年7月10日、対広島東洋カープ12回戦（札幌市円山球場）、9回裏に笹本信二の代打として出場
- 初先発出場：1985年4月25日、対中日ドラゴンズ2回戦（後楽園球場）、8番・捕手として先発出場
- 初安打：1985年4月26日、対中日ドラゴンズ3回戦（後楽園球場）、2回裏に郭源治から
- 初本塁打・初打点：1985年5月3日、対阪神タイガース6回戦（後楽園球場）、8回裏に益山性旭からソロ

### 背番号
- 43 （1982年 - 1991年）
- 84 （1992年）
- 98 （1993年 - 2005年）